# Venezueneptus liber
Venezueneptus liber är en mångfotingart som beskrevs av Ottis Robert Causey 1954. Venezueneptus liber ingår i släktet Venezueneptus och familjen Spirostreptidae. Inga underarter finns listade i Catalogue of Life.